# Naked Nudes
Naked Nudes ist ein Jazzalbum von Peter Brötzmann, Heather Leigh und Fred Lonberg-Holm. Die am 28. August 2021 im Veranstaltungsort ADA in Wuppertal entstandenen Aufnahmen erschienen am 3. März 2023 auf Trost Records. Es war eine der letzten Veröffentlichungen des Saxophonisten, der am 22. Juni 2023 im Alter von 82 Jahren starb.

## Hintergrund
Dieses Trio bestand aus dem Saxophonisten Peter Brötzmann, der Pedal-Steel-Gitarristin Heather Leigh und Fred Lonberg-Holm, der sowohl Cello spielt als auch Elektronik bedient. Die Musik wurde im Rahmen der Konzerte zum 80. Geburtstag des Saxophonisten im August 2021 in seiner Heimatstadt Wuppertal aufgenommen. Leigh und Lonberg-Holm waren beide langjährige Mitarbeiter Brötzmanns; Leigh und der Saxophonist arbeiteten seit 2015 im Duo zusammen und haben mehrere Aufnahmen produziert, darunter Sparrow Nights (Trost, 2018). Mit Lonberg-Holm spielte der Saxophonist seit Mitte der 1990er-Jahre, etwa im Peter Brötzmann Chicago Tentet, dem ADA-Trio mit den Schlagzeuger Paal Nilssen-Love und anlässlich eines Duo-Auftritts mit Ouroboros (Astral Spirits, 2018).

## Titelliste
- Brötzmann / Leigh / Lonberg-Holm: Naked Nudes (Trost TR228)[5]

1. Naked Nudes 28:41
2. Flower Flaps 5:31
3. Johnny Anaconda 4:24

## Rezeption

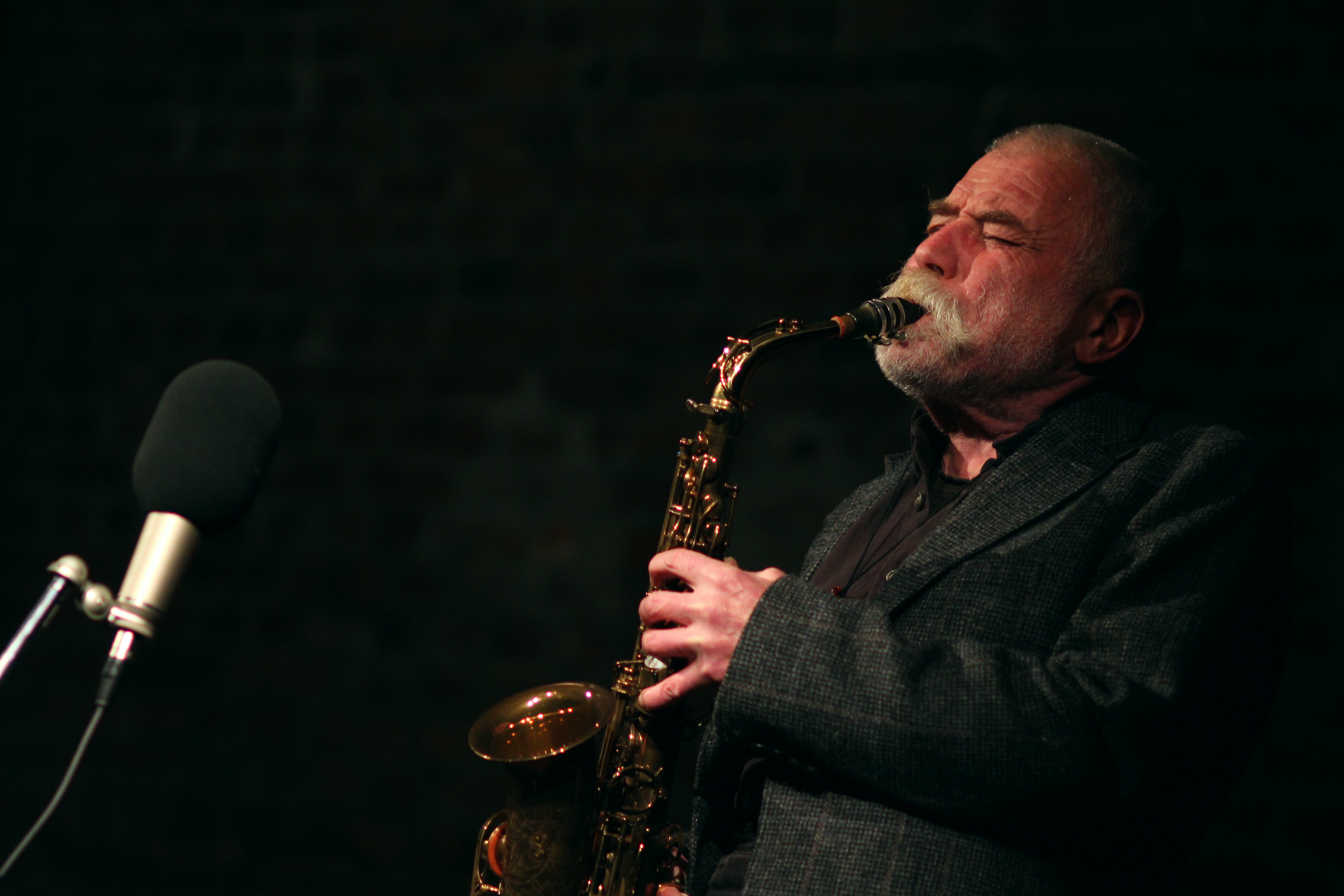
Peter Brötzmann bei einem Auftritt in Witten 2013

Die Klänge auf diesem Album würden den Eindruck einer Levitation vermitteln, meint Mark Corroto in All About Jazz. So würden Leigh und Lonberg-Holm die aufrührerischen Klänge von Brötzmann nicht unterdrücken, aber sie moderierten die Lebhaftigkeit des großen Mannes im ausgedehnten Titeltrack. Ohne Zweifel sei Brötzmanns beißender Klang immer noch gut erkennbar, obwohl er [eingebettet zwischen] beiden Saiteninstrumenten schwebe. Leighs Pedal-Steel-Gitarre erzeuge mit einem unheimlich hallenden Western-Folk-Sound, der durch Lonberg-Holms Bogenarbeit verstärkt werde, um eine Ambient-Kammermusik-Atmosphäre zu schaffen. Bis sich Cello und Elektronik in eine donnernde Feedback-Maschine verwandeln, die bedrohliche Wolken erzeuge, auf denen Brötzmann entfesselt über dem Geschehen schwebe und bluesige Riffs blase. Die drei hätten hier eine magische Kombination gefunden, so das Resümee des Autors.